# Bibi-Patma Corona
La Bibi-Patma Corona è una struttura geologica della superficie di Venere.